# True Value
True Value Company er en amerikansk byggemarkedsvirksomhed, med over 4.500 uafhængigt ejede butikker i 60 lande.